# Wendy (canción)
«Wendy» es una canción compuesta por Brian Wilson y Mike Love para la banda de rock estadounidense The Beach Boys. Fue editada en el álbum All Summer Long y en el EP Four by The Beach Boys ambos de 1964.

## Composición
"Wendy" originalmente fue acreditado solo por Brian Wilson. El nombre de Mike Love fue agregado como resultado de una demanda presentada por él contra Wilson en la década de 1990.
Los acordes de apertura son notas completas tocadas en guitarra eléctrica y bajo. La canción comienza con un acorde menor I en Re menor, se mueve a una IV mayor, regresa a la menor I, y luego se mueve a un acorde VI mayor, una IV en el tono de F. La canción luego se modula a l tono F mayor (la relativa mayor de Re menor) a través de una cadencia plagal sustituida, usando una progresión I-II para solidificar la nueva tónica de F. El verso comienza con otra progresión I-IV-I, que termina en una acorde IV en la primera línea. La segunda línea comienza igual que la primera, pero se mueve a una mayor ♭ VII (en D menor el acorde napolitano), y luego se modula a la menor relativa mediante el uso de un acorde iii (A menor, la V  de  D menor), A menor se mueve a un D menor a través de una cadencia auténtica.
El coro/puente ("Nunca pensé que un hombre podía llorar") utiliza la misma progresión de acordes encontrada en la introducción (D: i-iv-i-VI (IV en F), volviendo al tono F para la línea final. Esto se repite para el segundo verso, antes de entrar en el solo de órgano.
Después del segundo estribillo, la canción se modula nuevamente de F a D minor, esta vez mediante el uso de ♭ VII (E ♭ major), que es una sustitución de tritono para la V de D. El solo sigue la misma progresión general de la introducción y coro. Sigue otra secuencia del verso/estribillo, y la canción se desvanece con repetidas cadencias I-IV.

## Créditos
Por Craig Slownski.
The Beach Boys
- Al Jardine – armonías y coros; guitarra rítmica y bajo eléctrico
- Mike Love – voz principal, bajo vocal
- Brian Wilson – coros, falseto, armonías coros; piano de pared o piano de cola, órgano Hammond B3
- Carl Wilson – armonías y coros; guitarra principal
- Dennis Wilson – armonías y coros; batería

Plantilla de producción
- Brian Wilson – arreglos
- Chuck Britz – ingeniero de sonido